# Cúp quốc gia Wales 1968–69
Cúp quốc gia Wales FAW 1968–69 là mùa giải thứ 82 của giải đấu bóng đá loại trực tiếp hàng năm dành cho các đội bóng ở Wales.

## Từ viết tắt
Tên giải đấu nằm sau tên các câu lạc bộ.
- CCL - Cheshire County League
- FL D2 - Football League Second Division
- FL D3 - Football League Third Division
- FL D4 - Football League Fourth Division
- SFL - Southern Football League
- WLN - Welsh League North
- WLS - Welsh League South

## Vòng Năm
Vòng này có sự tham gia của 10 đội thắng ở vòng Bốn và 6 đội mới.
| Số thứ tự trận | Đội nhà    | Tỉ số | Đội khách       |
| -------------- | ---------- | ----- | --------------- |
| 1              | Rhyl (CCL) | 0–3   | Chester (FL D4) |

## Vòng Sáu
| Số thứ tự trận | Đội nhà         | Tỉ số | Đội khách               |
| -------------- | --------------- | ----- | ----------------------- |
| 1              | Chester (FL D4) | 5–1   | Lovell's Athletic (WLS) |

## Bán kết
| Số thứ tự trận | Đội nhà              | Tỉ số | Đội khách             |
| -------------- | -------------------- | ----- | --------------------- |
| 1              | Swansea Town (FL D4) | 1–0   | Hereford United (SFL) |
| 2              | Chester (FL D4)      | 0–2   | Cardiff City (FL D2)  |

## Chung kết
| Số thứ tự trận | Đội nhà              | Tỉ số | Đội khách            |
| -------------- | -------------------- | ----- | -------------------- |
| 1              | Swansea Town (FL D4) | 1–3   | Cardiff City (FL D2) |
| 1              | Cardiff City (FL D2) | 2–0   | Swansea Town (FL D4) |